# (1733) Silke
(1733) Silke es un asteroide que forma parte del cinturón de asteroides y fue descubierto por Alfred Bohrmann el 19 de febrero de 1938 desde el observatorio de Heidelberg-Königstuhl, Alemania.

## Designación y nombre
Silke recibió inicialmente la designación de 1938 DL1.
Posteriormente, se nombró por Silke Neckel, una nieta del descubridor.

## Características orbitales
Silke orbita a una distancia media de 2,193 ua del Sol, pudiendo alejarse hasta 2,376 ua. Su inclinación orbital es 4,43° y la excentricidad 0,08343. Emplea en completar una órbita alrededor del Sol 1186 días.